# 9521 Martinhoffmann
9521 Martinhoffmann este un asteroid din centura principală de asteroizi.

## Descriere
9521 Martinhoffmann este un asteroid din centura principală de asteroizi. A fost descoperit pe 16 martie 1980 la Observatorul La Silla de Claes-Ingvar Lagerkvist. Asteroidul prezintă o orbită caracterizată de o semiaxă mare de 2,26 ua, o excentricitate de 0,15 și o înclinație de 4,1° în raport cu ecliptica.